# シュド・エスト SE.100
シュド・エスト SE.100
- 用途：戦闘機
- 設計者：（Pierre Mercier）、（Jacques Lecarme）
- 製造者：シュド・エスト、シトロエン（計画）
- 初飛行：1939年3月29日
- 生産数：1機
- 運用開始：1940年遅く（予定）
- 運用状況：試作のみ

シュド・エスト SE.100（Sud-Est SE 100）は、1939年に初飛行したフランスの双発複座戦闘機である。量産は1940年遅くに始まる予定であったがフランスの降伏のために実現しなかった。

## 開発
SE.100の始まりは1937年の国有化でシュド・エスト（SNCASE）社が発足する前であった。本機はリオレ・エ・オリビエ社で（Pierre Mercier）、（Jacques Lecarme）により当初はLeO 50として設計された。2基のグノーム・ローヌ 14Mではアンダーパワーだったので、LeO 451爆撃機と同じより強力なグノーム・ローヌ 14N-20/21 エンジンを使用するように再設計され名称もSE.100に変更された。SE.100は通常の全金属製構造の中翼配置で、当時のフランスのほとんどの双発機と同様にトルクを最小限に抑えるために片側のエンジンは時計回りに回転し他方は反時計回りに回転した。本機は双尾翼型式であり、量産型は生産を容易にするためにLeO 451と同じ主翼を使用するように再設計することが計画されていた。胴体は長い機首と非常に短い尾部で短く見え、操縦席と後部の銃座が窓の付いた通路で繋がっていた。降着装置は1930年代のフランス機には珍しく首輪式で、後輪は通常の主翼やエンジンナセルではなく2枚の垂直尾翼に引き込まれた。SE.100はイスパノ・スイザ HS.404 機関砲を機首に4門、後部銃座に1門装備していた。
SE.100の最初の試作機は1939年3月29日にアルジャントゥイユで初飛行し、テスト中に幾つかの改善が必要な箇所が見つかった。試作初号機は1940年4月に墜落大破してしまったが、SE.100は フランス空軍の現行の双発戦闘機であるポテ 631より100 km/h以上速いこともあり量産が承認された。
テストが実施されている間に、変更が盛り込まれた試作2号機が製造されていた。最も顕著なものは胴体内の窓の付いた通路を取り止め、その代わりに増加燃料タンクを設置したことだった。武装の機関砲は機首に6門、後部銃座に2門、そして後部銃座の下側に1門に増やされた。試作2号機が製造されている間にシトロエン社は同社のパリ工場でSE.100を量産する準備を進めており、1940年遅くから納品する予定であった。
エンジンをプラット・アンド・ホイットニー R-1830に換装したSE.101と異なる仕様のグノーム・ローヌ 14N エンジンを装備したSE.102という少なくとも2種類の派生型が研究されていた。

## 要目
SE.100
- 乗員：2名
- 全長：11.80 m (38 ft 8+1⁄2in)
- 全幅：15.70 m (51 ft 6 in)
- 全高：4.28 m (14 ft 1⁄2 in)
- 翼面積：33 m2 (355 ft2)
- 全備重量：7500 kg (16,500 lb)
- エンジン：2 × グノーム・ローヌ 14N-20/21 14気筒 星形エンジン、806 kW (1,080 hp)
- 最大速度：580 km/h (360 mph, 313 knots) 、6500 m (21,300 ft)で
- 巡航速度：499 km/h (310 mph[1], 270 knots)
- 航続距離：1,300 km (810 mi, 700 NM)

- 武装：
  - 4 x 20 mm イスパノ・スイザ HS.404 機関砲（機首）
  - 1 x 20 mm イスパノ・スイザ HS.404 機関砲（後部銃手）

### 書籍
- Breffort, Dominique & André Jouineau, L'Aviation française de 1939 á 1942. Tome 2. Paris: Histoire et Collections, 2005. ISBN 2-915239-48-7.
- Green, William. War Planes of the Second World War: Volume One Fighters.London: Macdonald, 1961. ISBN 978-0-356-01445-6.